# Саджава
Саджа́ва — село Івано-Франківського району Івано-Франківської області. Входить до складу Богородчанської селищної громади.

## Історія
Засноване в 1492 р. Назва села може походити від назви річки, що протікає через село-Саджавки. Старожили розповідають, що на полях між селом були колись замкові сади. До наших днів на цих полях збереглося кілька старих груш. Виходить назва села походить від слова «Сад». Жителі села завжди робили наголос на перше «а»-Саджава.

## Інші теорії походження назви села
За переказами старожилів в період Галицько-Волинського князівства (ХІІ - XIV століття) на території сучасного села Саджави великі площі були зайняті ставками та городами. У ставках розводили рибу для княжого двору. Ставки мали переділи, так звані "саджавки", для спуску води і вилову риби. Звідси ніби й походить назва.
Є припущення, що назва села могла піти від назви річки Саджавки, яка, крім цього, носила назву Гадючка.
Назва пов’язана з курними хатами і сажею. Більше того, коли в 1848 році в центрі села на честь скасування панщини було посаджено чотири липи і встановлено хрест, то на цьому хресті з однієї сторони було написано слово "сад", а з другої - "саджі". Це вказує на те, що після нападу на село татар із квітучих садів і села залишились тільки згарища. Тому ми інколи зустрічаємося із такою назвою села, як Саджіва.
Є й інша версія. Приблукало сюди кілька козаків-січовиків, яких з-за Дунаю тягнуло на батьківщину. Мовив один з них: "Хороші луги. Тут наставимо саджавок, будемо рибу ловити..." Звідси і пішла назва хутора "Луги"

## Мікротопоніми села
Гусаки – від поселення Гусака пішла назва присілка (хутора) Гусаки.
Коцюби – дану назву старожили пов’язують з нападом татар. Вони стверджують, що, мовляв одного із татар тут було вбито коцюбою.
Лази – з лівого боку річки Саджавки простягаються розлогі селянські поля і закінчуються листяним лісом, що зветься «Лазами». Де тепер Лази колись були орні поля, сіножаті. Про орні поля свідчать ледве помітні борозни і грядки, вкриті старезними мохом і двохсотлітніми деревами.
Луги – прибули сюди кілька козаків-січовиків, яких з-за Дунаю тягло на батьківщину. Мовив один з них : «Хороші тут Луги, наставимо тут соджавок і, будмо рибу ловити.» З відси і пішла назва хутора Луги.
Чортежі – в горішній частині села поля і ліси звуться «Чортежами». Кажуть, що ця назва походить від поганого прокльону пані Кашталянової через великі збіжеві втрати на полях, що їх знищив був град, вона висловилась, що : «Чорт знищив врожай» - і ось ніби від того назва « Чортежі». Подя тут неродючі, зазвичай підгірський ґрунт.
Запусти – за австрійським кадастом посілість села мала 1632 га землі, крім 50 га скарбового лісу – «Запусту», назва якого походить, від того, що на цьому місці в давнину момент було поле, яке згодом дуже занедбали, тобто запустили. Тому тут нічого не сіяли, бо й нічого вже й не родилося. Пізніше на цьому місці виріс великий ліс і назвали його «Запустами».
Кусник – західна (горішня) частина села. Назва « Кусник» пішла від того, від того, що орної землі тут було мало, інколи її ділили між собою люди, то їм попадав невеликий наділ, тобто кусник. Звідти і пішла назва.
Фірасованка – у горішній частині села в Куснику, з-під гори з давніх-давен витікає цілюще джерело. Старожили розповідають, що колись біля цієї гори жив дуже багатий єврей Фірас, томуця частина села досі зберегла назву «Фірасоіванка»
Корчмена дорога – біля кузні під горою стояли корчма. Тому дорога на Богородчани та гора, що біля  неї зветься «Корчмена». Корчму мав єврей Абрам Ротенгберг. Вона згоріла під час Першої світової війни.
Рисенське – з правого буку річки Саджавки, на теперішніх орних полях, що звуться хибом, росли колись непрохідні ліси, а в балці водилися рисі. Звідси і походить назва «Рисенське».
Хиб – із оповідей та переказів відомо, що в середені « Замчисько» є зачаровані тереми, де жив колись лукавий цар.Людям жилося погано, тому всі його прокленали. Та й життя царя було безкінечним – смерті годі було дочекатися. Із своїх теремів рідко виходив, а як було вийде й погляне на засіяні й засаджені поля, то се від лукавого погляду хибло (в’яло). Ось тому правобережна сторона від річки Саджавки і по сьогодні зберегла назву Хиб.

## Повстанський рух
Жителі села були національно свідомими, активно творили підпілля ОУН, після початку арештів радянськими окупантами у 1939 році 22 члени організації змушені були покинути Саджаву. Під час виборів до Верховної Ради УРСР у лютому 1941 року більшість саджавців викреслила з бюлетеня прізвище кандидата — начальника обласного НКВС Михайлова, але голова виборчої комісії — прокурор району фальсифікував протокол і записав голосування 100 % за Михайлова.
У 1945 р. визвольні бої УПА проти радянських окупантів продовжувались. 21 січня 1945-го відділ курінного О. Химинця (Благого) провів бій з 4000 радянських солдатів, яких підтримували два літаки. На наступний день 22 січня 1945 р. три більшовицькі роти почали облаву на УПА в околицях с. Саджави і Глибівки. Проти них ударили сотні УПА під командуванням Чорного та «Месники». На допомогу більшовики прибули ще дві роти. Для підкріплення повстанських сотень УПА курінний Благий кинув у бій ще дві сотні під командуванням Олега і Шума, як запасний прибув курінь «Підкарпатський». Почався запеклий бій. Радянські війська відступали. На допомогу їм прибули шість літаків та військові частини з Порогів, Солотвина і Надвірної в кількості 600 осіб. Бій тривав від четвертої години ранку до другої години дня. У бою ворог утратив 150 убитими та стільки ж пораненими. У цьому бою загинуло 12 вояків УПА, 20 були поранені.
20 березня 1945 р. в районі Парищі біля урочища Верхів (Гора) в околицях сіл Лесівки, Саджави та Гринівки почався нерівний бій двох сотень УПА з куреня Благого із загарбниками. Завдання вояків УПА полягало в прикритті переходу сотень Чорного і Хмари. Противник отримав перевагу у військовій силі, застосувавши авіацію. Повстанці почали відступати в Саджавський ліс, але там натрапили на засідку більшовиків. Керівництво УПА вирішило прийняти бій на відкритому полі біля хутора Гусаків. До села вони не відходили, щоб не наражати його на небезпеку бомбардування і спалення. В тій битві загинуло 110 українських бійців разом з їхнім курінним Благим. Тіла вбитих командирів забрали до Богородчан, і декілька днів вони лежали під стінами НКВС для залякування місцевого населення, пізніше їх поховали на старому цвинтарі в Богородчанах.
Сотником у курені Благого служив уродженець с. Саджави Василь Гусак (Вивірка, 1913, с. Саджава 1946, с. Лесівка). Після розгрому куреня Благого В. Гусак організував сотню, яка восени 1945 р. ввійшла до куреня Іскри і брала участь у багатьох боях проти більшовиків. 9 січня 1946 р. сотня під командуванням Вивірки розташовувалась у с. Гринівці. Довідавшись про це, енкадисти провели облаву в сусідньому с. Лесівці, під час якої В. Гусак загинув.
Улітку 1944 року коло села скинули десант радянських диверсантів лейтенанта Кануннікова, який розбився, а членів його групи разом із радисткою Верещагіною ліквідували повстанці. Їй комуністи невідомо за які заслуги перед місцевою громадою поставили пам'ятник.
У вересні 2024 року в селі Саджава на Франківщині ексгумували рештки радянської розвідниці Верещагіної, також пам'ятник радянській радистці було демонтовано. 

## Церковне життя
Православна церква Св. Архистратига Михаїла побудована 1883 року завдяки старанням о.Володислава Паука, начальника громади Василя Надраги, селян Прокопа Заліського та Ілька Бобика будівничим  якої  був  селянин  зі Старих Богородчан  Семен  Костей.
Освячення храму відбулось  у  1884р.  доктором теології  Віденського університету, парохом церкви Св.Варвари, ректором Духовної  Семінарії,  архидияконом  Львівської  Митрополичої  Капітули, Преосвященним Юліаном  Пелешом (з 27 березня 1885 року  Єпископ  Станіславівської Єпархії).
Стінопис та іконостас церкви виконали: художник Корнило Устиянович з  помічниками  та  різьбяр  Василь Коцко у 1889 році. Саджавський іконостас - це частина великої  творчої  спадщини відомого і талановитого, але невизнаного   маляра Галичини  Корнила Устияновича (1839-1903рр.). У 1858–1863 роках навчався у Віденській академії мистецтв. В своїх живописних творах грамотно використовував елементи реалізму та романтизму з додаванням академічних прийомів. А досконале володіння технікою олійного  живопису  надавало  іконам притаманної  їм чистоти та легкості сприйняття.
Церква тридільна (п’ятизрубна), квадратна  головна  нава увінчується восьмибічним  наметовим верхом з перехватом, до якої примикають два крилоси, бабинець  з  притвором  та  вівтар  з  паламарнею і ризницею. Ззовні церква опоясана широким піддашшям на випустах.
В церкві знаходяться сторічні ікони : «Архистратига Михаїла», «Покрови Пресвятої Богородиці», «Матері Божої Неустанної Помочі», «Розп’яття Ісуса Христа». Дані ікони відреставровані і освячені у 2015 р.

## Ремесла
Основним ремеслом селян було землеробство. Також панівне місце в економіці селян займали тваринництво, вівчарство конярство. Розвинутими в Саджаві були: ткацтво, різьбярство, столярство, бондарство. Були в Селі кравці, шевці, ковалі.

## Освіта
Село довго-предовго жило без школи. Тільки в 1880 р. було збудовано двокласну школу. В селі було збудовано дві читальні «Просвіти», 1907 році в них нараховувалось 100 осіб. В 1939 р., після приходу в село радянської влади освіта стала обов'язковою, а школа з шестикласної перетворилась на неповну середню. В 1987 р. почало функціонувати нове приміщення школи розраховане на 624 місця. У вересні 1989 р. створено шкільний «Музей етнографії і побуту с. Саджави».

## Музей
Зараз музей розміщений у 9 кімнатах і нараховує три тисячі унікальних експонатів, зібраних у селі Саджава. Працює музей за такими розділами:
1. Історія виникнення села. Народні легенди про заснування села. Походження його назви.
2. Карта села. Розміщення селянських і громадських садиб та будівель. План жилого будинку. Будівельний та покрівельний матеріал.
3. Родовід. Походження прізвищ.
4. Інтер'єр житла с. Саджава кінця XIX — початку XX ст.
5. Землеробська техніка:
- знаряддя обробітку ґрунту:
- знаряддя молотьби;
- знаряддя віяння;
- знаряддя розмелювання зерна;
- знаряддя приготування кормів для худоби;
- реманент для упрягання коней і худоби.

6. Щедрі дари землі Саджавської. Їжа селян. Хліб.
7. Мисливство.
8. Рибальство.
9. Бджільництво
10. Речі побуту.
11. Деревообробні промисли села.
12. Вироби з металу.
13. Плетіння з металу.
14. плетіння з кори, лози, соломи.
15. Штучні квіти.
16. Писанкарство.
17. Вишивка села.
18. Свята та обряди. Усна народна творчість.
19. Спортивні досягнення.
20. Молодіжні організації.
21. Церковно-релігійне життя.
22. Учнівські вироби.
В одному із залів музею, де представлено інтер'єр жилої кімнати, усе пройняте не просто духом минувшини, а якимось колисково-родинним теплом: і постіль з соломи, на якій м'яко і здорово спати; піч, величезна скриня в куті зі святковим одягом та інше. Представлено різні музичні інструменти: сопілка, скрипка, цимбали, бубон, ситко, мандоліна, бандура, гітара, губна гармошка, баян, перше радіо, грамофон. Надзвичайно цікаві експонати — свідоцтва про освіту, які давали за Австрії, Польщі, під час німецької окупації. Тут також представлені групові фотографії усіх випускників Саджавської середньої школи. Музей став візитною карткою школи, села, району, області. У музеї постійно проводиться велика просвітницька робота. Він став центром обміну досвідом з багатьма педагогічними колективами Львівщини, Тернопільщини, Тисменицького, Надвірнянського, Долинського, Калуського і Богородчанського району. У музеї постійно проводяться екскурсії, зустрічі з цікавими людьми. На сьогодні в ньому побувало близько 12 тис. відвідувачів. Для учнів школи тут проводяться змістовні уроки, які збагачують душу і серце високими і глибокими почуттями. Після відвідування музею учні виконують творчі роботи, а ставши студентами вузів — пишуть реферати, курсові роботи. Налагоджено тісну співпрацю з районним відділом культури, при допомозі якого випущено DVD диск та буклет про музей, який включено в один із маршрутів культурно — пізнавального туризму.

## Народилися
- Василь Гусак «Вивірка» (*1913 — 1946, с. Лесівка) — командир сотні УПА «Верховинці», лицар Бронзового хреста бойової заслуги УПА[3].
- Хіминець Олексій Семенович «Благий», «Олесь Надрага» (*30.03.1912 — †20.03.1945, біля с. Лесівка Богородчанського р-ну Івано-Франківської обл.) — командир куреня УПА «Смертоносці», поручник УПА[4].
- Юрій Федорів — греко-католицький священник, історик, письменник.

## Поховання
На цвинтарі неподалік церкви поховані вояки УГА Зеновій та Євген Пауки в одній могилі зі своїм батьком о. Володиславом Пауком.